# Morten Leth Jacobsen
Morten Leth Jacobsen (født 16. juni 1967) er en dansk skønlitterær forfatter og tidligere informationschef ved Sønderjyllands Symfoniorkester. Han debuterede 23. februar 2009 med romanen Tornmark, som udkom på forlaget Verve Books.
Han har desuden været tilknyttet Jydske Vestkysten som klummeskribent og har en mastergrad i retorik (MARC) fra Aarhus Universitet.
Forfatterens romaner er kendetegnet ved en underspillet humor og socialt engagement. I de senere romaner som f.eks. "I helvede flyder en flod" kombinerer han magisk realisme med satire. I 2018 og 2020 udgav han på Turbine Forlaget to historiske romaner om Christian Jacobsen Drakenberg.
Morten Leth Jacobsen er medlem af Jyllands Forfattere, Dansk PEN og Dansk Forfatterforening (den skønlitterære gruppe), og har haft arbejdsophold på Hald Hovedgård mange gange.
I 2011 blev han indstillet af Den Amerikanske Ambassade i Danmark til det prestigefyldte International Writing Program  på University of Iowa.
Han var på stipendiatophold på Det Danske Institut i Athen i september 2013 og på San Cataldo i 2015 og 2021.
Modtog i 2012 Statens Kunstfonds treårige arbejdsstipendium. Han har desuden modtaget andre legater fra Statens Kunstfond og fra Dansk Forfatterforenings Autorkonto.

### Udgivelser
- Mit navn betyder forår. Fra flygtningebarn til toppolitiker. Biografi i samarbejde med Rabih Azad-Ahmad (Turbine Forlaget august 2021)
- Drakenberg del 2: Ligfærd. Historisk roman om verdens ældste menneske (Turbine Forlaget 2020)
- Drakenberg - historisk roman om verdens ældste menneske (Turbine Forlaget 2018)
- I helvede flyder en flod (EC Edition, november 2015)
- Den Sidste Dag På Jorden (EC Edition, april 2014)
- Mens Vi Venter (Verve Books, 2011)
- Mindset (Verve Books, 2010)
- Tornmark (Verve Books, 2009)
- Sælg dit budskab på Internettet (fagbog, Globe, 2004)

## Eksterne kilder og henvisninger
1. ↑  "International Writing Program". Arkiveret fra originalen 28. juni 2011. Hentet 21. juni 2011.

- Forfatterens hjemmeside
- Morten Leth Jacobsen på Forfatterportalen
- Mens vi venter af Morten Leth Jacobsen | Litteratursiden